# Кактусовые (подсемейство)
Ка́ктусовые (лат. Cactoideae) — подсемейство семейства Кактусовые (Cactaceae). Представители подсемейства — стеблевые суккуленты, не имеющие листьев.

## Классификация
Подсемейство включает в себя следующие трибы:
- Browningieae
- Cacteae
- Calymmantheae
- Cereeae
- Hylocereeae
- Notocacteae
- Pachycereeae — Пахицереусовые
- Rhipsalideae — Рипсалисовые
- Trichocereeae — Трихоцереусовые